# Lago Balinsasayao
El lago Balinsasayao es uno de dos pequeños pero profundos, lagos de cráter, que se elevan hasta 1.000 pies (300 m) sobre el nivel del mar, situados a 12 km (7,5 millas) al oeste de la ciudad de Sibulan en la provincia de Negros Oriental, en el sur de las Filipinas. Se encuentra al noroeste de la cresta de una montaña estrecha, situado en una caldera entre cuatro montañas, con el monte Mahungot hacia el sur, el monte Kalbasan hacia el norte, el monte Balinsasayao hacia el este y el domo Guintabon hacia el oeste. El otro lago, el Danao, está situado en el sureste.